# Вхід гладіаторів (марш)
«Вхід гладіаторів» (чеськ. Vjezd gladiátorů), оp.68 — один із найпопулярніших маршів у світі, найвідоміший твір чеського композитора Юліуса Фучика (1872—1916).

## Історія маршу
Юліус Фучик написав цей музичний твір як  військовий марш 17 жовтня 1899 року, після того як у 1897 році він виграв конкурс на посаду музичного капельмейстра 86-го піхотного полку австро-угорської армії і переїхав до міста Сараєво, де цей полк квартирував. Спочатку він називався «Великий хроматичний марш» (Grande Marche Chromatique). Ця назва відображала можливість протягом усієї музичної композиції швидко та рівномірно виконувати хроматичні гами на всіх мідних духових інструментах. Однак незабаром Фучик був настільки вражений описом появи гладіаторів у римському амфітеатрі в романі Генрика Сенкевича «Quo Vadis», що змінив назву маршу на «Вхід гладіаторів» (Einzug der Gladiatoren).

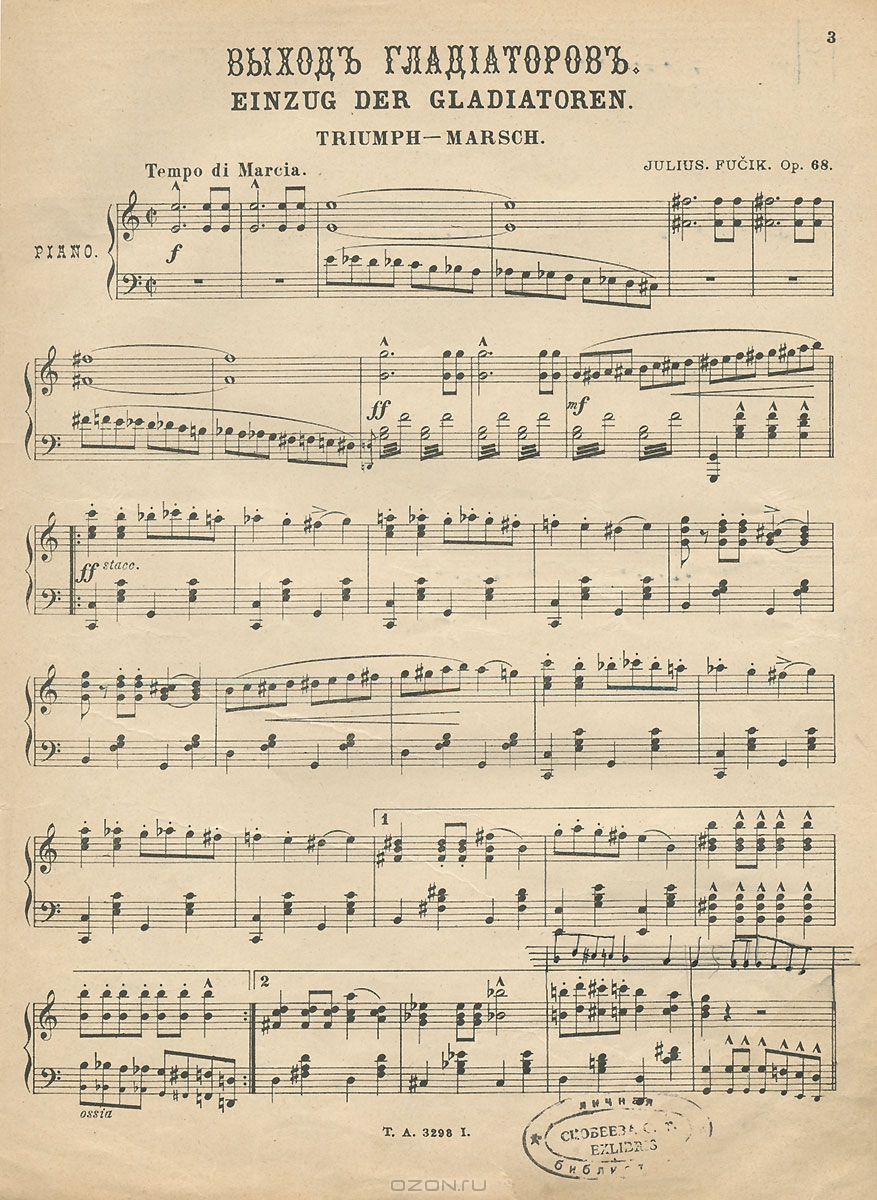
Ноти маршу,
видавництво А. Йохансена

У 1903 році в США духовий оркестр Британської армії (Band of the Coldstream Guards) записав на восковому валику фірми звукозапису Columbia Records марш з назвою «Вхід гладіаторів» (Entry of the Gladiators). У тому ж році була надрукована фортепіанна партитуру з назвою «Входження гладіаторів / Грім і блискавки» (Entry of the Gladiators / Thunder and Blazes).
Канадський композитор Луї-Філіп Лорендо у 1901 році переписав марш у іншій тональності та зі швидшим темпом і опублікував його з назвою «Грози та блискавки» (Thunder and Blazes). Марш став надзвичайно відомим у дуже швидкій версії, це найвідоміша циркова музика для появи на арені блазнів, і таким марш знову повернувся назад до Європи. Він також часто зустрічається в репертуарі механічних музичних автоматів.
Ще одне аранжування зробив італійський композитор Ніно Рота для телевізійного фільму «Клоуни» (I clowns) режисера Федеріко Фелліні, який вперше був показаний у 1970 році. Саме тому в Італії Ніно Рота часто згадується як автор цієї всесвітньо відомої мелодії.

## Цікаво
Американський колекціонер Джо Ринаудо, який грає на своєму американському фотоплеєрі виробництва 1926 року, серед музичних рулонів своєї колекції має марш «Вхід гладіаторів» Юлія Фучика, який він виконує дуже вправно.

## «Вхід гладіаторів» у культурі

### Музика
Тема маршу «Вхід гладіаторів» неодноразово згадувалася та використовувалася в різних музичних композиціях і циркових виставах:
- Олександр Глазунов у 1899 році написав свій відомий і популярний балет «Пори року» оp.67. Варіація Сатира, що з'являється в кінці твору, дуже нагадує головну тему з маршу оp.68 Юліуса Фучика.
- Леон Расселл у 1972 році використав фрагмент мелодії маршу в пісні «Натягнутий канат» (Tight Rope).[4]
- У 1973 році Елтон Джон зіграв марш на фортепіано як вступ до пісні «Your Sister Can't Twist (But She Can Rock 'n Roll)».[5]
- Співачка Алла Пугачова вставила фрагмент маршу «Вхід гладіаторів» у пісню «Арлекіно».
- У 1974 році Лео Сеєр в костюмі блазня використав мотив маршу в пісні «Шоу повинно тривати» (The Show Must Go On).[6]

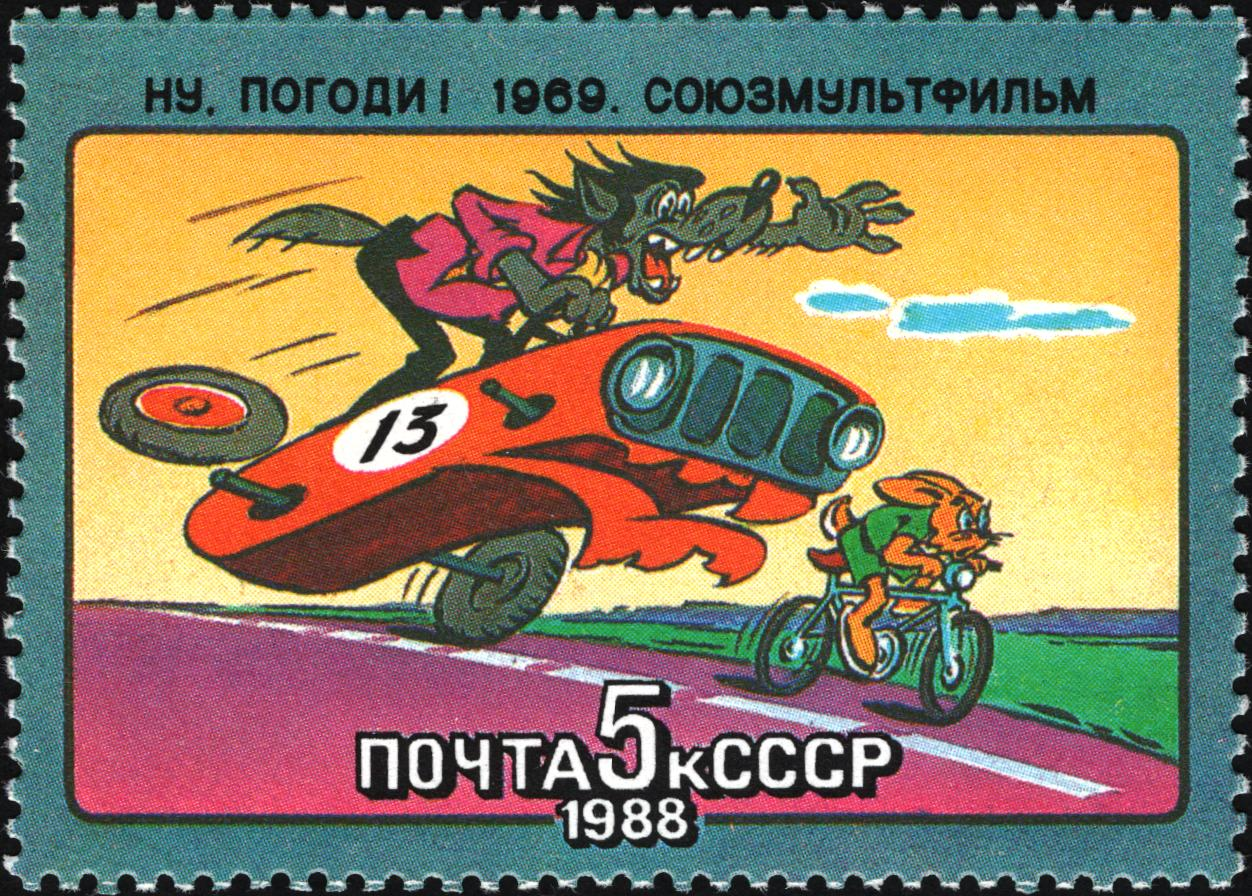
Мультсеріал
«Ну, постривай!»

### Кінематограф
- 1971 — мультсеріал «Ну, постривай!» (випуск 3) «На дорозі» / (Ну, погоди!)
- 1977 — мультсеріал «Ну, постривай!» (випуск 11) «У цирку» / (Ну, погоди!)
- 1983 — «Восьминіжка» / (Octopussy)
- 1988 — «Клоуни-вбивці з космосу» / (Killer Klowns From Outer Space)
- 1993 — мультсеріал «Сімпсони» (5 сезон / епізод 6) «Мардж втікає» / (Marge on the Lam)
- 2003 — «Велика риба» / (Big Fish)
- 2012 — «Мадагаскар 3» / (Madagascar 3: Europe's Most Wanted)
- 2013 — мультсеріал «Сімпсони (сезон 25)» (епізод 2) «Хатка жахів. Геллоуїн із Сімпсонами XXIV» / (Treehouse of Horror XXIV)
- 2013 — мультсеріал «Сімпсони (сезон 25)» (епізод 7) «Жовта відмовка» / (Yellow Subterfuge)
- 2014 — «13 гріхів» / (13 Sins)